# Leo Estrella
Leoncio Estrella Ramírez (nacido el 20 de febrero de 1975 en Puerto Plata) es un ex lanzador dominicano que jugó en Grandes Ligas para los Azulejos de Toronto (2000), Cerveceros de Milwaukee (2003), y Gigantes de San Francisco (2004). Además ha jugado para Vaqueros Laguna en al Liga Mexicana.